# Vrede van Fexhe

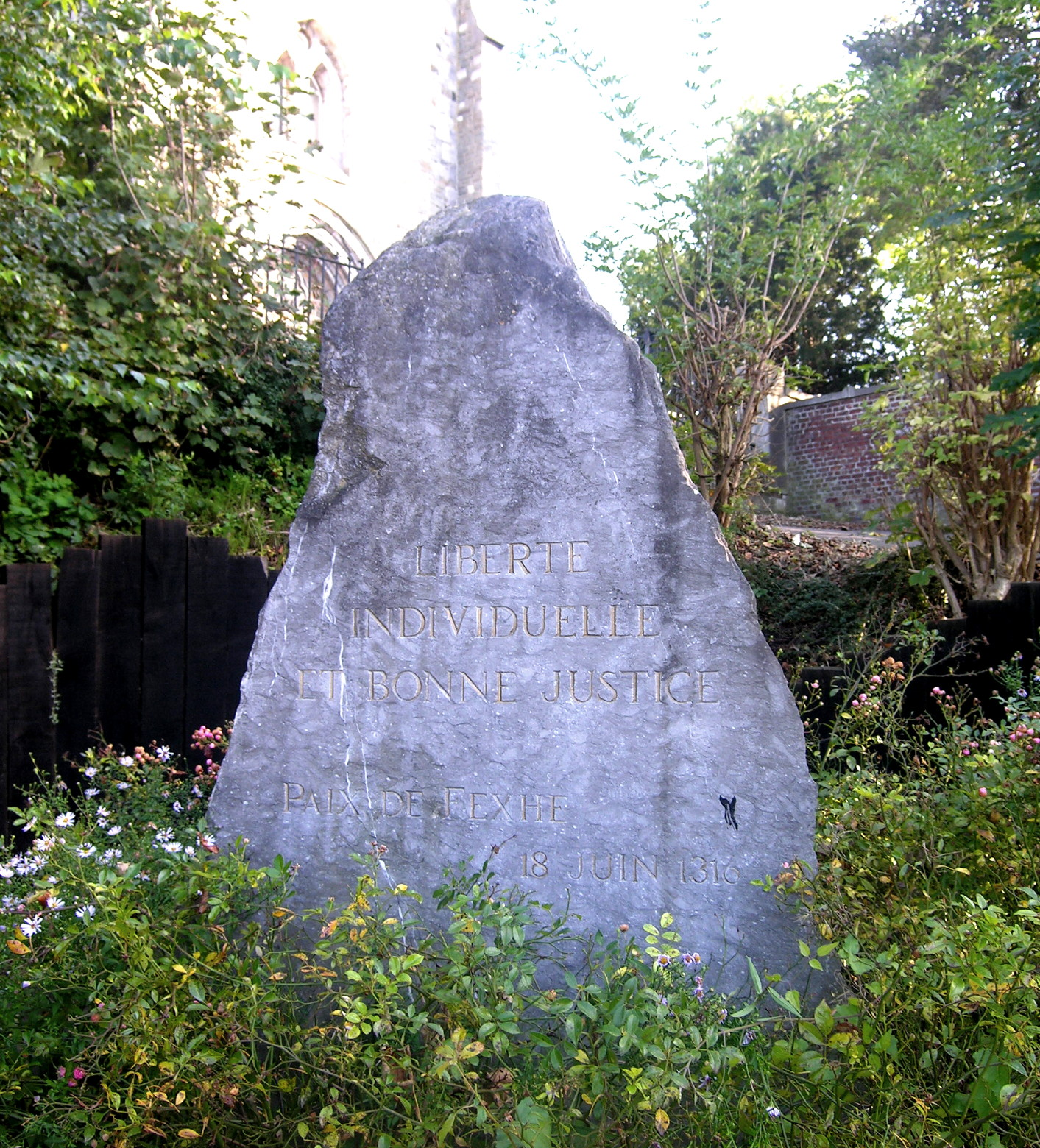
Gedenksteen in Fexhe met de tekst Liberté individuelle et bonne justice (Persoonlijke vrijheid en goede justitie)

De Vrede van Fexhe (spreek uit: Feks) werd op 18 juni 1316 in Fexhe-le-Haut-Clocher gesloten tussen de prins-bisschop van Luik, Adolf van der Mark, het Kapittel van Sint-Lambertus, de Luikse adel en de Goede Steden van het prinsbisdom. Het vredestractaat gaf de Luikse steden meer vrijheden en meer inspraak in het bestuur van het prinsbisdom door de oprichting van de Sens du Pays. Alle prins-bisschoppen van Luik zouden tot aan het einde van het ancien régime de eed van trouw aan dit verdrag moeten zweren.

## Inhoud

### Individuele vrijheden
- Iedere inwoner moet berecht worden door gewone rechtbanken. Dat had onder meer tot gevolg dat in Luik nooit inquisitierechtbanken geweest zijn.
- Onschendbaarheid van de domicilie. Huiszoekingen zonder goede reden waren verboden.
- Onschendbaarheid van eigendommen, ook van veroordeelden.
- Verplichting van ambtenaren om burgers rechtmatig te behandelen. De Vrede van Fexhe maakte komaf met het machtsmisbruik van de ambtenaren.
- Recht van burgers op passieve weerstand bij onrechtvaardige behandeling ofwel het resistentie-recht.

### Politieke organisatie: een representatief stelsel
De wetgevende macht berustte bij de Sens du Pays in samenspraak met de prins-bisschop, die feitelijk alleen een uitvoerende macht bezat. De Vrede van Fexhe introduceerde een democratische geest in het prinsbisdom Luik en in de hoofdstad Luik en is de formele erkenning van de Sens du Pays tussen de prins en het land.
Met deze vrede wilde men ook een einde maken aan de jarenlang aanslepende en gewelddadige Awans- en Warouxoorlog in het Haspengouwse deel van het prinsbisdom Luik. Dit lukte echter niet.
De Vrede van Fexhe is het meest beroemde document uit de historie van het land van Luik en is vergelijkbaar met de Blijde Inkomst (1356) in het hertogdom Brabant en de Magna Carta (1215) in Engeland.

## Devies van de Vrede van Fexhe
Lecteur, apprécie tes libertés à leurs justes valeurs, mais souviens-toi que la liberté des uns s’arrête où commence celle des autres

(Lezer, schat je vrijheden op hun juiste waarde, maar herinner je daarbij dat de vrijheid van de ene ophoudt waar die van de ander begint.)

## Bron
Jos Moons, De graven van Loon. Geschiedenis van het graafschap Loon, het prinsbisdom Luik en Limburg. Het oude land van Loon 47, 1992